# Strada statale 364 di Atessa
La ex strada statale 364 di Atessa (SS 364), ora strada provinciale 216 ex SS 364 - di Atessa (SP 216), è una strada provinciale italiana, il cui percorso si snoda in Abruzzo.

## Percorso
La strada ha origine dalla strada statale 652 di Fondo Valle Sangro all'altezza dell'uscita per Colledimezzo, località che raggiunge dopo poche centinaia di metri. Il percorso continua verso nord-est, con andamento curvilineo e con diversi sbalzi altimetrici, toccando Tornareccio, Atessa e Casalbordino.
Uscita da quest'ultimo centro abitato, la strada punta verso il mare raggiungendo la località di Lido di Casalbordino nei cui pressi è presente la stazione di Casalbordino, innestandosi sulla strada statale 16 Adriatica.
In seguito al decreto legislativo n. 112 del 1998, dal 2001 la gestione è passata dall'ANAS alla Regione Abruzzo che ha provveduto al trasferimento dell'infrastruttura al demanio della Provincia di Chieti.